# Calore
«Calore» (рус. Тепло) — дебютный сингл итальянской певицы Эммa Марроне. Песня была выпущена 16 марта 2010 года, как первый сингл к мини-альбому Oltre и как сингл к специальному изданию A me piace così.

## Запись и релиз
Первая сольная песня Эммы была представлена в одной из вечеров девятого сезона местной программы Amici di Maria De Filippi. Calore стала доступной одновременно для цифровой загрузки и радиовещания. Эту песню обвинили в плагиате, так как она была похожа на композицию Baciami adesso исполнительницы Мьетты.

## Музыкальное видео
Режиссёром выступил Гаэтано Морбиоли. Видеоклип был выпущен 26 апреля 2010. В видеоклипе Эмма в белых одеждах рассказывает историю любви двух мальчиков. Видеоклип снимали в Вероне.

## Список композиций
| №  | Название | Длительность |
| -- | -------- | ------------ |
| 1. | «Calore» | 3:24         |

## Чарты и сертификация
| Чарт (2010)                     | - Высшая - позиция |
| ------------------------------- | ------------------ |
| FIMI (Италия)                   | 1                  |
| Schweizer Hitparade (Швейцария) | 64                 |